# Большая Руаха
Больша́я Руа́ха, Руаха — река в Танзании. Протекает по центральной части страны и является крупнейшим левым притоком реки Руфиджи. На местном языке хехе река носит название Lyambangari.

## Физико-географические характеристики
Река Большая Руаха берёт своё начало с горных рек, стекающих с гор Кипенгере, которые затем становятся многочисленными водными потоками равнины Усангу. Площадь равнины составляет 4400 км², из которых 518 км² занимает болото Утенгуле. Общая длина реки Большая Руаха, от равнины Усангу до слияния с рекой Руфиджи составляет приблизительно 480 км (по данным БСЭ — 700 км). При этом 160 км в верховьях реки протекают по национальному парку Руаха (с другой стороны расположен охотничий резерват Рунгва-Ривер), а 120 км в низовьях — по охотничьему резервату Селус (там же расположен национальный парк Микуми).

### Проблема пересыхания
Долгие годы река Большая Руаха текла круглый год, однако в последнее время уровень воды упал. С середины 1990-х годов река стала сезонной и может полностью пересохнуть. Пересыхание реки является огромной проблемой для жизнедеятельности людей, проживающих на её берегах и для биоразнообразия региона.
Программа фонда дикой природы и совместная работа с администрацией территории на разных уровнях привели к тому, что в 2006 году течение реки продолжалось круглый год и наметилась тенденция к дальнейшему улучшению ситуации. Основными моментами программы были:
- ограничение на использование воды для полива, особенно в засушливый период;
- эффективное использование водных ресурсов при выращивании риса;
- поддержка перехода жителей на альтернативные источники дохода, не связанные с сельским хозяйством.

## Флора и фауна
На берегах реки обитают такие животные как жирафы, зебры, слоны, гиппопотамы, куду. Хищники представлены львами, гепардами, леопардами и африканскими дикими собаками. Кроме того, около реки водится более 400 видов птиц.
В реке водится большое количество рыбы, в частности Lepidosirenidae (Protopterus aethiopicus), четыре вида Mormyridae (M. longirostris, Hippopotamyrus discorhynchus, Gnathonemus livingstonii, G. macrolepidotus), Aunguillidae (Anguilla nebulosa labiata), Salmonidae (Salmo gairdneri, S. trutta), Characidae (Hydrocynus vittatus, Alestes affinis), Distichodontidae (Distichodus petersii, D. rufigiensis), Citharinidae (Citharinus congicus), шесть видов Cyprinidae, Bagridae (Bagrus orientalis), Schilbeidae (Eutropius mobiusii, Schilbe mystus), Clariidae (Clarias mossambicus), Mochokidae (Synodontis maculipinnis, Synodontis matthesi), Centrarchidae (Micropterus salmoides) и четыре вида Cichlidae.

## Деятельность человека
В бассейне реки проживает более шести миллионов человек, жизнедеятельность которых напрямую зависит от реки. Они используют воду реки для питья и для полива растений.

### Сельское хозяйство
Равнина Усангу имеет большое значение для сельского хозяйства региона. На ней выращиваются такие сельскохозяйственные культуры как рис, маис, бобовые, картофель, а также другие овощи и фрукты. Более чем для 90 % жителей бассейна реки сельское хозяйство является основным источником существования.
В начале 1970-х годов промышленное выращивание риса в районе Мбарали привело к уменьшению уровня воды в реке. После того как в середине 1980-х годов была запущена вторая ферма по выращиванию риса в районе Кипунга, уровень воды в реке упал катастрофически. В 1993 году течения в реке не было три недели, в 1994 — 4 недели, а в 1995 — 8 недель.

### Рыболовство
В прошлом в районе было развито рыболовство, которое значительно снизилось из-за отсутствия дорог и труднодоступности региона. Кроме того, рыболовство запрещено на охраняемых территориях вдоль реки. Вместе с тем, исследователи полагают, что река имеет большой потенциал в данной области. Доступная статистика для области Мтера, которая включает 10 км реки, указывает на средний ежегодный улов в 52,9 тонн. Таким образом, общий потенциал рыболовства составляет около 2500 тонн в год, из них 1500 тонн приходится на запрещённые участки.

### Энергетический проект Большая Руаха
Река Большая Руаха является важным звеном в энергетической системе Танзании. С начала 1970-х годов компанией TANESCO, совместно с правительством Танзании, Всемирным банком и шведским международным агентством по развитию реализуется энергетический проект Большая Руаха (англ. Great Ruaha Power Project).
Идея проекта прозвучала в 1968 году и заключалась в строительстве крупных гидроэлектростанций в Танзании на реке Большая Руаха. Первая фаза проекта, строительство 40-метровой дамбы и гидроэлектростанции Кидату, с четырьмя узлами по 50 мегаватт, начала осуществляться уже в 1969 году и вступила в эксплуатацию в 1975 году. С начала 2000-х годов проводятся работы по реконструкции станции. В настоящее время станция работает на 36 % своей мощности. Вторая фаза, которая началась в 1977 году, заключалась в строительстве 45 метровой дамбы в Мтере, в 170 км от Кидату вверх по течению. Проект включал также установку двух узлов по 50 мегаватт на станции в Мтере и перенос автодороги Иринга-Додома на дамбу. Работы были закончены в 1981 году. Мтера является самой крупной по размерам ГЭС в Танзании. Водохранилище, созданное плотиной Мтера является самым крупным рукотворным озером страны, а сама плотина соединяет города Иринга и Додома и является частью автодороги между Каиром и Кейптауном. Второй энергоблок станции был запущен в 1988 году.